# Whole New Thing
Whole New Thing ist ein kanadisches Filmdrama des Regisseurs Amnon Buchbinder aus dem Jahr 2005.

## Handlung
Der Film ist eine unkonventionelle Coming-of-Age-Erzählung über einen 13-jährigen Jungen, Emerson Thorsen. Emerson lebt in einem abgeschiedenen Strohballen-Haus mit seinen ökologisch orientierten Eltern Rog und Kaya. Kaya entscheidet, dass der Heim-Unterricht, den Emerson bisher erhielt, ihm zu wenig Struktur bietet, und meldet ihn in der örtlichen Schule an. Emerson, der bisher eine sehr intellektuelle Sichtweise von Sexualität und Liebe vorgelebt bekommen hat, muss jetzt die Probleme erkennen, die entstehen, wenn man plötzlich eine unerwiderte Anziehung zu einem Anderen verspürt. Besonders dann, wenn das Ziel der Anziehung der 43 Jahre alte Lehrer ist.

## Auszeichnungen
- 2005: Atlantic Film Festival, Atlantic Canadian Award, Kategorie Excellence in Editing für Angela Baker
- 2005: Atlantic Film Festival, Atlantic Canadian Award, Kategorie Outstanding Performance by an Actor – Male für Daniel MacIvor und Aaron Webber
- 2005: Atlantic Film Festival, Atlantic Canadian Award, Kategorie Outstanding Writer’s Award für Amnon Buchbinder und Daniel MacIvor
- 2005: Atlantic Film Festival, Canadian Award – Honorable Mention, Kategorie Best Film für Amnon Buchbinder
- 2006: Commonwealth Film Festival, Audience Award, Kategorie Best Feature Film für Amnon Buchbinder
- 2006: Czech Gay and Lesbian Film Festival, Audience Award und Best Film (Kategorie Main Jury Award for Best Feature Film) für Amnon Buchbinder
- 2006: Dallas OUT TAKES, Best Feature für Amnon Buchbinder
- 2006: L.A. Outfest, Grand Jury Award, Kategorie Best International Feature Film für Amnon Buchbinder
- 2006: Seattle Gay and Lesbian Film Festival, Jury Award, Kategorie  Best Feature Film für Amnon Buchbinder
- 2006: Victoria Independent Film & Video Festival, Best Canadian Feature für Amnon Buchbinder
- 2007: Genie Award, Nominierung für Robert Joy als bester Nebendarsteller

## Kritiken
„Ein leichter, scharfsinniger […] Film.“

„Solide, aber konventionell entwickelte Coming-Out-Geschichte, die vertraute Klischees lediglich variiert, ohne dabei Überzeugungskraft und Dramatik zu entwickeln.“

„Der kanadische Regisseur und Drehbuchautor Amnon Buchbinder, hauptberuflich Professor für Film und Video, webte aus den sexuellen Verwirrungen eines Teenagers, aus Lügen und Versteckspielen eine skurrile Tragikomödie mit cleveren Dialogen. Schräg: Newcomer Aaron Webber als liebenswerter Nervbolzen. Ein Lust- und Frustspiel, das die Zuschauer mit der Frage zurücklässt: Und was ist aus deinen Idealen geworden?“